# Ronny van Es

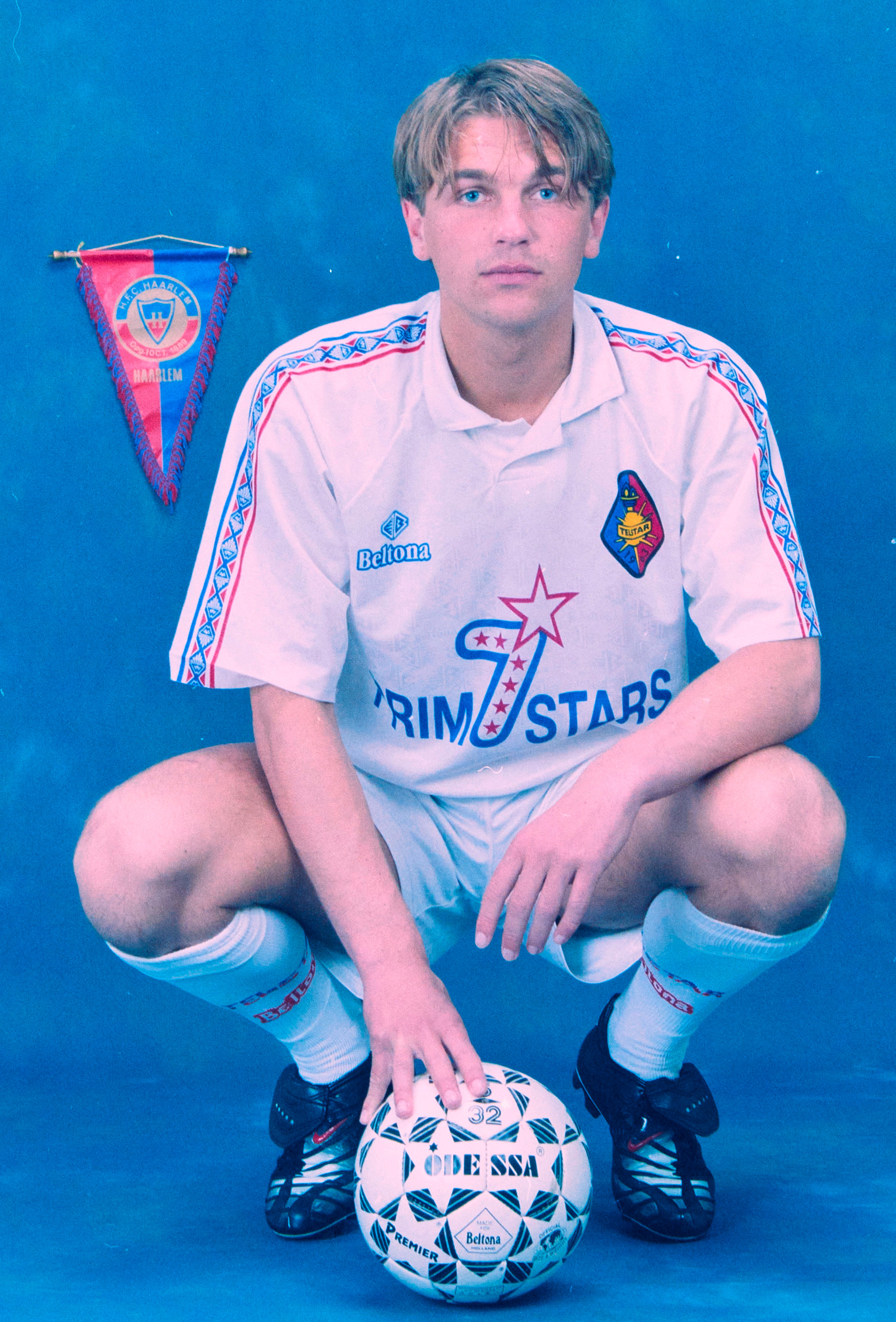
Ronny van Es, voetballer, in 2000

Ronald (Ronny) van Es (Velsen, 22 mei 1978) is een Nederlands voormalig voetballer. Hij speelde eerder als aanvaller twee periodes voor Telstar. Met zowel Rio Ave FC als Panthrakikos promoveerde hij naar het hoogste niveau. Ook speelde hij een seizoen op Cyprus voor Paphos FC. In juni 2013 stopte hij met voetballen.

## Clubs
- 1996/00  Telstar
- 2000/02  Haarlem
- 2002/04  Rio Ave FC
- 2004/07  Stormvogels Telstar
- 2007/08  Panthrakikos
- 2008/09  AE Paphos
- 2009/11  Doxa Drama
- 2011/2013  AFC